# NGC 4277
NGC 4277 في الفهرس العام الجديد، هي مجرة، تقع في كوكبة العذراء. اكتشفت في 17 أبريل 1786 بواسطة ويليام هيرشل.

## روابط خارجية
- NGC 4277 على موقع ويكي سكاي: DSS2, SDSS, GALEX, IRAS, Hydrogen α, X-Ray, Astrophoto, Sky Map, Articles and images